# Gnaphalium uliginosum subsp. uliginosum
Gnaphalium uliginosum subsp. uliginosum é uma subespécie de planta com flor pertencente à família Asteraceae.

Os seus nomes comuns são gnafa-cinzenta ou gnafálio-cinzento.

## Portugal
Trata-se de uma subespécie presente no território português, nomeadamente em Portugal Continental e no Arquipélago dos Açores.
Em termos de naturalidade é nativa das duas regiões atrás indicadas.

## Protecção
Não se encontra protegida por legislação portuguesa ou da Comunidade Europeia.